# Moduul
In de abstracte algebra, een deelgebied van de wiskunde, is een moduul over een ring een generalisatie van een vectorruimte. In plaats van te eisen, zoals bij een vectorruimte, dat de scalairen in een lichaam liggen, mogen de "scalairen" bij een moduul in een willekeurige ring liggen. Modulen zijn generalisaties van abelse groepen, die op hun beurt modulen over {\displaystyle \mathbb {Z} } zijn.
Een moduul is dus, net als een vectorruimte, een additieve abelse groep. Er is een product gedefinieerd tussen elementen van de ring en elementen van de moduul. Deze vermenigvuldiging is gemengd associatief (bij vermenigvuldiging in de ring) en distributief.
Modulen vormen een centraal begrip in de commutatieve algebra en de homologische algebra. Zij worden op grote schaal gebruikt in de algebraïsche meetkunde en de algebraïsche topologie.

## Achtergrond
In een vectorruimte vormt de verzameling van scalairen een lichaam; tussen de scalairen en een vector is een bewerking gedefinieerd, de scalaire vermenigvuldiging, mits aan bepaalde formele wetten, zoals de distributieve wet is voldaan. In een moduul hoeven de scalairen slechts een ring te vormen; in die zin is het begrip moduul dus een belangrijke generalisatie. In de commutatieve algebra is het belangrijk dat zowel idealen als quotiëntringen modulen zijn, zodat vele argumenten over idealen of quotiëntringen kunnen worden gecombineerd tot een enkel argument over modulen. In de niet-commutatieve algebra wordt het onderscheid tussen linksidealen, idealen, en modulen meer uitgesproken, hoewel sommige belangrijke ringtheoretische voorwaarden, hetzij over linkeridealen als linkermodulen, kunnen worden uitgedrukt.
Veel van de theorie over modulen bestaat uit het zo veel mogelijk uitbreiden van de wenselijke eigenschappen van vectorruimten naar modulen over een zich "goedgedragende" ring, zoals een hoofdideaaldomein. Modulen kunnen echter een stuk ingewikkelder zijn dan vectorruimten; niet alle modulen hebben bijvoorbeeld een basis, en zelfs de modulen die dat wel hebben, vrije modulen, hoeven geen unieke rang te hebben als de onderliggende ring niet voldoet aan de invariante basisgetal voorwaarde. Dit in tegenstelling tot vectorruimten, die altijd een basis hebben waarvan de kardinaliteit dan uniek is (uitgaande van het keuzeaxioma).

## Definities
Zij {\displaystyle R} een ring. Een linkermoduul over {\displaystyle R} is een drietal {\displaystyle (M,+,\,\cdot \,)} waarvan {\displaystyle (M,\,+\,)} een abelse groep is en {\displaystyle \,\cdot \,:R\times M\to M} een bewerking, gewoonlijk genoteerd als {\displaystyle r\cdot m} of zelfs {\displaystyle rm} in plaats van {\displaystyle \cdot (r,m)}, die scalaire vermenigvuldiging heet en die op al de volgende manieren compatibel is met de optelling in {\displaystyle M} en de bewerkingen van de ring {\displaystyle R}:
1. {\displaystyle (r+s)\cdot m=r\cdot m+s\cdot m}
2. {\displaystyle r\cdot (m+n)=r\cdot m+r\cdot n}
3. {\displaystyle r\cdot (s\cdot m)=(rs)\cdot m}

Als {\displaystyle R} een ring met eenheidselement {\displaystyle 1} is, wordt vaak expliciet of impliciet verondersteld dat {\displaystyle 1\cdot m=m}
De punt-notatie {\displaystyle \,\cdot \,} hierboven is nuttig om de definitie expliciet te maken, maar meestal wordt de scalaire vermenigvuldiging zonder bewerkingsteken genoteerd, net als de inwendige vermenigvuldiging van elementen van de ring {\displaystyle R}.
Op analoge wijze wordt een rechtermoduul gedefinieerd met een "rechter" scalaire vermenigvuldiging {\displaystyle \,\cdot \,:R\times M\to M}, genoteerd als {\displaystyle \cdot (r,m)=m\cdot r=mr}, als in plaats van eigenschap 3 geldt:
{\displaystyle (m\cdot r)\cdot s=m\cdot (rs)}
Als {\displaystyle R} een commutatieve ring is, valt het onderscheid tussen linker- en rechtermoduul weg en spreekt men eenvoudigweg van een moduul.
Een bimoduul is een moduul die een linkermoduul over een ring {\displaystyle R} is en een rechtermoduul over een ring {\displaystyle S}, waarbij de linker en rechter scalaire vermenigvuldigingen compatibel zijn, dat wil zeggen:
{\displaystyle r(ms)=(rm)s}

## Voorbeelden
- Als {\displaystyle K} een lichaam is, dan zijn de begrippen {\displaystyle K}-vectorruimte (een vectorruimte over {\displaystyle K}) en {\displaystyle K}-moduul identiek. (Vectorruimten zijn modulen over een lichaam.)
- Het begrip {\displaystyle \mathbb {Z} }-moduul komt overeen met een abelse groep. Dat wil zeggen dat elke abelse groep {\displaystyle G} op een unieke manier een moduul is over de ring van de gehele getallen {\displaystyle \mathbb {Z} }. Laat namelijk voor {\displaystyle x\in G} en {\displaystyle n>0} {\displaystyle nx=x+x+\ldots +x} (d.w.z. de som van {\displaystyle n} keer {\displaystyle x}), {\displaystyle 0x=0} en {\displaystyle (-n)x=-(nx)}. Een dergelijke moduul hoeft geen basis-groepen te hebben die torsie-elementen bevatten.
- Als {\displaystyle R} een ring is en {\displaystyle n} een natuurlijk getal, dan is het {\displaystyle n}-voudig cartesisch product {\displaystyle R^{n}} onder de voor de hand liggende samengestelde operaties, zowel een linker- als een rechtermoduul over {\displaystyle R}. Vandaar dat {\displaystyle R} zelf een {\displaystyle R}-moduul is, waar de scalaire vermenigvuldiging gewoon de ringvermenigvuldiging is. Modulen van dit type worden vrije modulen genoemd.

## Dualiteit
De duale moduul {\displaystyle M^{*}} bestaat uit de lineaire afbeeldingen van de moduul {\displaystyle M} naar de ring {\displaystyle \mathbb {R} } (deze laatste opgevat als {\displaystyle \mathbb {R} }-moduul).

## Morfismen
Omdat de definitie van een moduul zowel een ring als een abelse groep omvat, kan men vanuit verschillende invalshoeken categorieën en de bijhorende morfismen onderscheiden. De meest gebruikelijke opvatting gaat echter uit van één vaste ring {\displaystyle R} en beschouwt als morfismen, de lineaire afbeeldingen tussen {\displaystyle R}-modulen. In deze categorie fungeert de nulmoduul (het singleton {0}) als initiaal en finaal object.